# 比江島慎
比江島慎（日语：／ Hiejima Makoto，1990年8月11日—），福岡市出生，日本男子籃球运动员。他畢業於京都府	洛南高等學校附屬中學校及青山學院大學 ，曾效力三河海馬、布里斯本子彈，現效力B聯賽的宇都宮皇者，擔任得分後衛。在2014年賽季獲得日本日本NBL最佳新秀獎以及2017-18年B聯賽MVP獎。同時，他亦為日本國家籃球隊的重要成員，曾代表國家贏得2020年奧運男籃賽第11名，以及2024年奧運男籃賽拿得第11名。

## 國家隊生涯
2013年，比江島慎首次入選日本队，並参加国际篮联亚洲锦标赛。2014年，他帮助日本队夺得亚运会铜牌。

## 外部連結
- 比江島愼在fiba.basketball（英语）
- 比江島愼在archive.fiba.com（存檔）（英语）
- 比江島愼在B.LEAGUE官網（日语）
- 比江島愼在Basketball-Reference.com（國際）（英语）
- 比江島愼在Eurobasket.com（球員）（英语）
- 比江島愼在Proballers（英语）
- 比江島愼在RealGM（球員）（英语）
- 比江島愼在Olympedia（英语）
- Stats in Japan （页面存档备份，存于）